# Goran Maznov
Goran Maznov [ˈɡɔran ˈmaznɔf] (kyrill. Горан Мазнов; * 22. April 1981 in Strumica) ist ein mazedonischer ehemaliger Fußballspieler.
Goran Maznov war mazedonischer Nationalspieler.